# Vụ lật phà Hableány
Hableány ([ˈhɒblɛaːɲ]; tiếng Hungary cho 'Mermaid') là một tàu tuần dương trên sông được vận hành bởi Panorama Deck trên sông Danube ở Budapest, Hungary. Nó có hai sàn và sức chứa 45 người khi hoạt động như một tàu tham quan. Vào tối ngày 29 tháng 5 năm 2019, con tàu đang đi trên sông Danube ở Budapest với 34 người trên tàu khi nó va chạm với một con tàu lớn hơn nhiều, Viking Sygin dài 135 mét, dưới cầu Margaret gần Tòa nhà Quốc hội.
Tất cả khách du lịch trên tàu là từ Hàn Quốc, với phần lớn trong chuyến đi theo kế hoạch của một công ty Hàn Quốc. Ít nhất bảy người được báo cáo đã chết, và 19 hành khách và hai thành viên phi hành đoàn vẫn mất tích. Mực nước trên sông đã tăng do lượng mưa lớn gần đây.

## Tàu thuyền
Hableány là một chiếc thuyền du lịch trên sông dài 27 mét (89 ft) với hai sàn mở và sức chứa 45 hành khách để tham quan và 60 hành khách cho các cấu hình khác. Nó được xây dựng tại Liên Xô vào năm 1949 và được thay thế vào năm 1980 bởi một công ty Hungary. Nó được mua lại bởi Panorama Deck vào năm 2003 và đã được sử dụng cho các chuyến du thuyền thường xuyên trên sông Danube kể từ đó.
M/V Viking Sigyn là tàu du lịch "kiểu khách sạn" dài 135 mét (443 ft) do Viking River Cruises vận hành. Nó có bốn sàn với 95 phòng và có thể chở 180 hành khách. Con tàu được đặt tên chính thức vào tháng 3 năm 2019 và được đặt trên các dịch vụ Danube của công ty.